# Epa Binamungu
Epaphrodite Binamungu  (né en 1954 à Butare), est un peintre et sculpteur rwandais.

## Biographie
Epaphrodite Binamungu est né le 8 octobre 1954 dans la ville de Butare dans le sud du Rwanda. Enfant, il quitte le Rwanda et vivra en exil en République Démocratique du Congo (Zaïre) jusqu'en 1994. En 2002, il inaugure la première galerie d'art à Kigali, Inganzo Art Gallery.

## Expositions principales
En 1973, Epa Binamungu a tenu sa première exposition solo en République Démocratique du Congo.
Depuis il a participé à de nombreuses expositions au Rwanda, Burundi, Kenya, Ouganda, Tanzanie, ainsi qu'en Allemagne (Hanovre, Exposition universelle de 2000), en Suisse (Genève, Europ'Art 2002, aux États-Unis (Los Angeles, 2002), en France (Creil, 2006 et Romans 2008) et en Chine (Shanghai, Exposition universelle de 2010).